# Tracie
Tracie är den amerikanska sångaren Tracie Spencers tredje studioalbum utgivet av Capitol Records den 29 juni 1999. Albumet tjänade som uppföljare till Make the Difference (1990) vars framgångar cementerat hennes status som en "tonårssensation" vid 16 års ålder. Tracie beskrevs som en viktig milstolpe i Spencers musikkarriär då den var en comeback efter nästan ett decenniums frånvaro men också ett försök att utveckla tonårsstilen till ett vuxnare uttryck. Spencer inledde ett samarbete med den danska produktionsduon Soulshock and Karlin för att skapa ett "moget" och "råare" album med inslag av hiphop som blev en tydlig artistisk stiländring från hennes tidigare musik. Hon skrev sju låtar till albumet själv och samarbetade även med textförfattare som Tamara Savage, Andrea Martin och Sir Spence. 
Vid utgivningen möttes Tracie med generellt positiva recensioner av professionella musikjournalister. På amerikanska albumlistan Billboard 200 blev albumets framgångar dessvärre små. Den nådde som högst plats 114 och föll snabbt ur några veckor senare. Albumet presterade bättre på Billboards Top R&B/Hip-Hop Albums där den nådde plats 19. Fram till november 1999 hade Tracie sålts i 120 000 exemplar. Två musiksinglar släpptes från projektet. Huvudsingeln "It's All About You (Not About Me)" blev en hit som nådde topp-tjugo på amerikanska Hot 100-listan och topp-tio på förgreningslistan Hot R&B/Hip-Hop Songs. "Still in My Heart" gavs ut som albumets andra och sista singel år 2000 och nådde topp-fyrtio på R&B-listan.

## Bakgrund och inspelning
"Jag har blivit vuxen och gått igenom många förändringar sedan mitt senaste album. Jag åkte hem och blev en normal tonåring – var med vänner, dejtade, gick på bal och lärde känna vem jag verkligen var. Det var en underbar transformation för jag hade stått på scenen i hela mitt liv och behövde hitta en ny väg."
Efter att ha vunnit den amerikanska talangtävlingen Star Search 1986 blev Tracie Spencer, då 12 år gammal, den yngsta kvinnan i amerikansk musikhistoria att få ett skivkontrakt. Debutalbumet Tracie Spencer kom 1988 och innehöll flera hits så som "Symptoms of True Love" och "Imagine". Uppföljaren Make the Difference kom två år senare och fortsatte att cementera Spencer som en "tonårssensation". I april 1994 meddelade Billboard Magazine att Spencer jobbade på ett tredje studioalbum med producenterna Matt och Paul Sherrod. På grund av Capitols stora omstrukturering under mitten av 1990-talet sköts planerna på det nya albumet framåt. Spencer gjorde ett långt uppehåll från musikkarriären för att gå i skolan och skaffa sig ett "normalt liv". Nästan tio år senare dök möjligheten upp att spela in ett nytt studioalbum. I en intervju med MTV News sade sångaren: "Det var överväldigande. Jag hade inte en aning om vad som skulle hända. Och när folk fick reda på att jag faktiskt jobbade på ett nytt album var jag väldigt nyfiken på vad reaktionerna skulle bli; om de skulle säga, 'Ok, hon jobbar på ett nytt album, vem bryr sig' eller om folk skulle bli förtjusta." Spencer introducerades för den danska produktionsduon Soulshock and Karlin och de inledde ett samarbete. Duon kom att producera elva av albumets tolv spår medan Spencer hjälpte till att skriva sju låtar. Om skapandet av albumet förklarade Spencer: "För att komma igång med albumet fick jag omge mig själv av musiken och producenterna; jag lade ner mycket tid och möda på att det skulle bli rätt. Relationen mellan mig och Soulshock & Karlin var perfekt för de kände inte till vad jag gjort tidigare - och ville inte veta. De kom helt ovetande, umgicks med mig och skapade musik utifrån hur de såg på mig."

## Musik och låttext

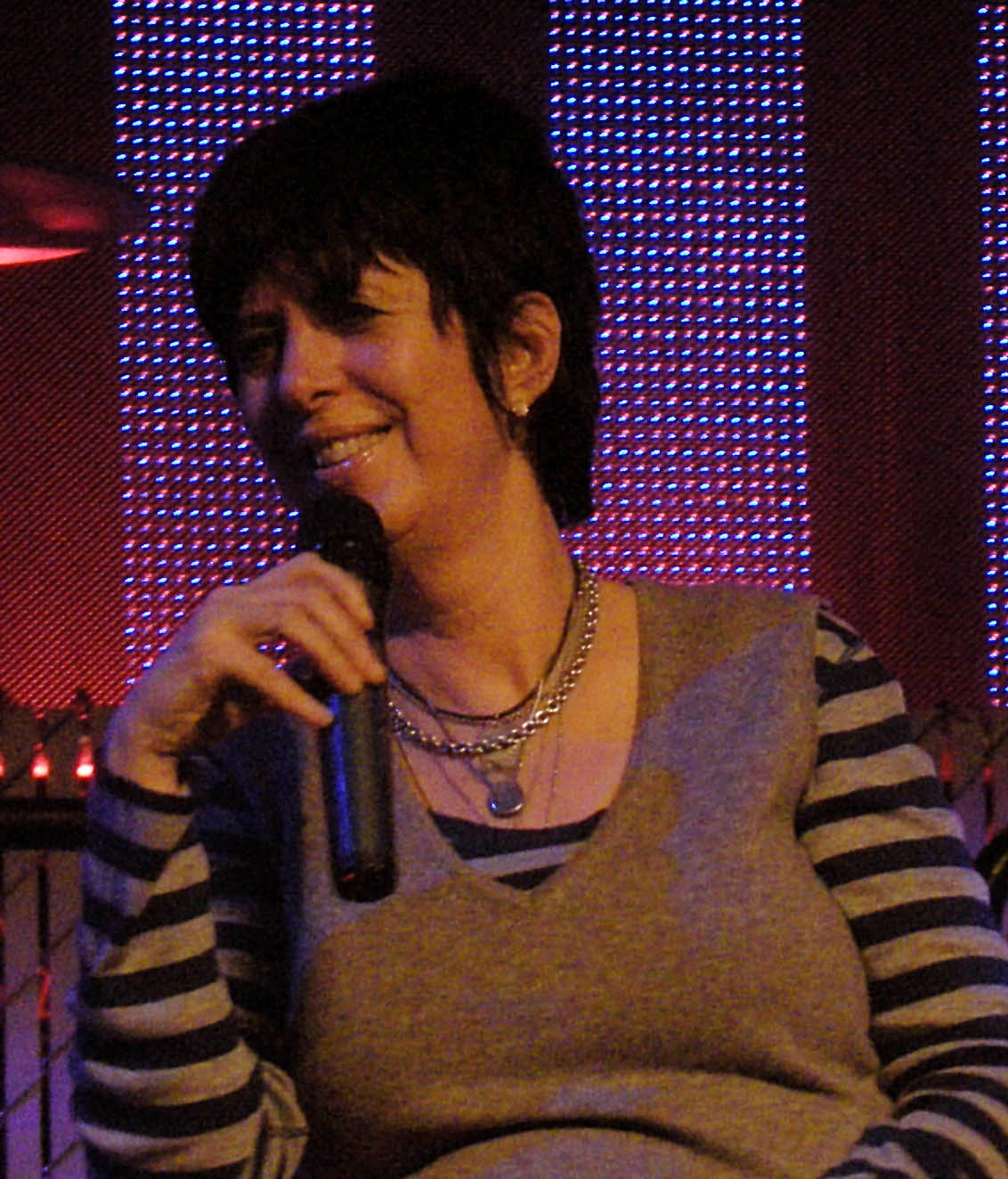
Balladen "Nothing Broken But My Heart" skrevs av Diane Warren (på bilden).

I en intervju med Jim Bessman från Billboard sa Spencer att Tracie hade få likheter med hennes tidigare album. Hon förklarade: "Jag ville göra något råare med hiphop och något roligt men med ballader på samma gång" och fortsatte: "Det förra albumet handlade om problemet med hemlösa på 'This House' och det första hade 'Imagine'. Nu har jag kommit till ett skede i mitt liv där jag inte vill vara för seriös – några låtar handlar om relationer som både killar och tjejer går igenom." Spencer samarbetade med ASCAP-låtskrivaren Tamara Savage på "If U Wanna Get Down", albumets första spår, medan Heavynn Lumpkin hjälpte till att skriva "It's All About You (Not About Me)". Över en kraftig basgång sparkar Spencer ut en självisk partner och sjunger: "Baby, I gave you all my love/ But what I had was not enough/ You turned around, broke my trust/ Got the nerve to ask me, 'What about us?'". Sångaren och låtskrivaren Andrea Martin bidrog med låttext på midtempo-spåret "Still in My Heart", en R&B-komposition vars instrumentalmusik, särskilt melodislingorna, beskrevs som medryckande. I låten sjunger Spencer om sin kärlek till en avliden partner med en "avslappnad" men "självsäker" sångröst.
Låtskrivaren Diane Warren bidrog med sin "Nothing Broken But My Heart" som tidigare spelats in av den kanadensiska sångaren Celine Dion. I "No Matter" sjunger Spencer om sin första pojkvän och i "Closer" fantiserar hon om en perfekt kärleksrelation. Nionde spåret på Tracie är midtempo-kompositionen "Not Gonna Cry" som Spencer hjälpte till att skriva. Enligt sångaren handlar låten om att inte bara dra sig tillbaka efter en kraschad kärleksrelation. I refrängen sjunger hon: "I'm not gonna cry another tear for you/ You had me going crazy for a week or two/ I can't believe you lied to me". Vibe Magazine beskrev låten som "sofistikerad" och ansåg att Spencers röst var "graciös". "It's on Tonight" beskrevs av sångaren som en "partylåt" och helt annorlunda än de nästa två spåren, balladerna "Love to You" och "Unbelievable". Enligt Spencer handlar den sistnämnda kompositionen om en "kvinna vars hjärta är nästan helt krossat men hon hittar styrkan och modet att gå vidare".

## Lansering och marknadsföring
Vid utgivningen av Tracie lanserades inte bara ett nytt album utan även en ny, vuxnare image som medförde ett stort artistiskt kliv jämfört med föregående album som gavs ut när Spencer var 16 år. Albumet blev Capitols första utgivning under sin nya afroamerikanska musikavdelning och fick därför extra uppmärksamhet av skivbolaget. David Linton, dåvarande vicepresident för avdelningen sade: "Spencers namn är nästan en synonym för Capitol. Detta gör henne till en viktig grundpelare när vi bygger upp vår nya avdelning." Inför utgivningen av albumet i USA den 29 juni 1999 planerade Capitol en storskalig marknadsföringskampanj som han beskrev som en "fullfjädrad frontattack". Linton förklarade: "Nyckeln är att få henne framför publiken så att folk inser vilken enorm talang hon har." Han tillade: "När hon uppträder kommer folk att inse att hon är mer än bara ett vackert ansikte." Marknadsföringen började med pressmöten och besök i musikaffärer. Spencer begav sig sedan på en radiostationsturné.
"It's All About You (Not About Me)" gavs ut som huvudsingeln från albumet. Låten skickades till R&B-stationer i maj så radioprogrammerare redan skulle ha låten innan Spencers marknadsföringsturné. Låten skickades en tid senare också till crossover-stationer och släpptes på CD-singlar med "It's on Tonight" som b-sida den 27 juli 1999. "It's All About You (Not About Me)" nådde topp-tjugo på Billboard Hot 100 och blev en av Spencers största hits i karriären. Den blev också hennes femte topp-tio notering på förgreningslistan Hot R&B/Hip-Hop Songs. Musikvideon, som beskrevs av Linton som "väldigt spännande och banbrytande", regisserades av Francis Lawrence. "Still in My Heart" gavs ut som albumets andra singel den 14 mars 2000. Låten nådde plats 36 på amerikanska R&B-listan.

## Mottagande
Vid utgivningen mottog Tracie blandad till positiv kritik från professionella musikjournalister. Jaime Sunao Ikeda från webbplatsen Allmusic började sin recension med att skriva: "För att vara exakt, det här är en samling medelmåttigt material framfört av en sångare som är bättre än medelmåttig. Tracie Spencers gåva har alltid varit hennes förmåga att överglänsa andra aspirerande divor med suberb pitch och frasering. Men på Tracie tycker vi att hon slösar bort sina talanger." Sunao Ikeda utvecklade: "De första tio spåren är nästan helt oskiljbara. Ingenstans presenteras något i närheten av tidigare höjdpunkter som 'Symptoms of True Love' och 'Tender Kisses'. Det som räddar albumet finns längst bak, på de tre sista spåren. Spencer har roligt på 'It's on Tonight', visar sina känslor på 'Love to You' och ger prov på sin röstkapacitet i 'Unbelievable'." Andrew Gillings från tidskriften Vibe Magazine hyllade albumet och skrev: "Den som sa att växa upp var svårt hade säkerligen själv erfarit kärlekens upp och ned gångar. Vi vet hur det är: flicka träffar pojke, flicka lämnas av pojke, flicka gråter över pojke, flicka upprepar steg ett, två, tre. För tjugo - nånting - gamla Tracie Spencer är det transformationen från oerfaren nybörjare till frigiven kvinna som gör hennes tredje album Tracie så inträngande äkta." En skribent från Ebony Magazine kommenterade: "Hon har fortfarande den där eviga girl-next-door-charmen men Tracie Spencer har nu omisskännligen blivit en kvinna."
Tracie gick in på plats 121 på den amerikanska albumlistan Billboard 200 den 17 juli 1999. Veckan efter klättrade albumet till sin topposition på listan, plats 114. Fem veckor senare föll albumet ur listan. Enligt Vibe Magazine berodde det abrupta bortfallet på hård konkurrens av en ny, yngre generation av sångare som Christina Augilera och Britney Spears. Tracie presterade bättre på förgreningslistan Top R&B/Hip-Hop Albums där den gick in på plats 24. Följande vecka noterades albumet på plats 19 vilket blev dess topposition. Mot veckoslutet den 16 oktober (samma vecka som "It's All About You (Not About Me)" ökade på singellistorna Hot R&B/Hip-Hop Songs och Hot R&B Airplay) klättrade Tracie från plats 94 till 60 och belönades med titeln "Pacesetter", en term som ges till album med veckans högsta försäljningsökning i procent. Den tillbringade sammanlagt 28 veckor på listan och hade sålts i 120 000 exemplar fram till november 1999 enligt Nielsen Soundscan.

## Låtlista
| 1.  | "Interlude (All About Love)"          | Carsten Schack, Tracie Spencer, Kenneth Karlin                                              | Soulshock and Karlin | 1:32 |
| 2.  | "If U Wanna Get Down"                 | Carsten Schack, Kenneth Karlin, Tracie Spencer, Tamara Savage                               | Soulshock and Karlin | 4:17 |
| 3.  | "It's All About You (Not About Me)"   | Carsten Schack, Kenneth Karlin, Heavynn Lumpkin                                             | Soulshock and Karlin | 4:14 |
| 4.  | "Feelin' You" (featuring Sonja Blade) | Carsten Schack, Kenneth Karlin, Tamara Savage                                               | Soulshock and Karlin | 4:32 |
| 5.  | "Still in My Heart"                   | Andrea Martin, Carsten Schack, Ivan Matias, Kenneth Karlin                                  | Soulshock and Karlin | 4:16 |
| 6.  | "No Matter"                           | Alistair Tennant, Carsten Schack, Kenneth Karlin, Regi Hargis, Tracie Spencer, Wayne Hector | Soulshock and Karlin | 4:20 |
| 7.  | "Closer"                              | Alistair Tennant, Carsten Schack, Kenneth Karlin, Tracie Spencer, Wayne Hector              | Soulshock and Karlin | 4:21 |
| 8.  | "Nothing Broken But My Heart"         | Diane Warren                                                                                | Soulshock and Karlin | 4:46 |
| 9.  | "Not Gonna Cry"                       | Carsten Schack, Deanna Brown, Deidra Brown, Kenneth Karlin, Tracie Spencer, Yamma Brown     | Soulshock and Karlin | 4:26 |
| 10. | "It's On Tonight"                     | Busta Rhymes, Carsten Schack, George Spivey, H.W. Casey, Kenneth Karlin, Tracie Spencer     | Soulshock and Karlin | 4:20 |
| 11. | "Love to You"                         | Sir Spence                                                                                  | Arnold Hennings      | 4:36 |
| 12. | "Unbelievable"                        | Carsten Schack, Kenneth Karlin, Tracie Spencer                                              | Soulshock and Karlin | 5:05 |

| 13. | "The Rain"                                                        |                                                 |                 | 5:07 |
| 14. | "It's All About You (Not About Me) (Remix)" (featuring The Roots) | Carsten Schack, Kenneth Karlin, Heavynn Lumpkin | Virgil V. Davis | 4:17 |

### Samplingar och interpolationer
Information hämtad från studioalbumets albumhäfte
- "No Matter" innehåller en sampling av "Fun", skriven av Regi Hargis och framförd av Brick.
- "Not Gonna Cry" innehåller en interpolation av "Don't Tell It", skriven Deanna Brown, Deidra Brown och Yamma Brown och framförd av James Brown.
- "It's On Tonight" innehåller en interpolation av "Get High Tonight", skriven av Busta Rhymes, H.W. Casey och George Spivey och framförd av Busta Rhymes.

## Medverkande
Information hämtad från Barnes & Noble
Framföranden
- Tracie Spencer	– albumartist, sång
- Sue Ann Carwell – bakgrundssång
- Arnold Hennings – multi-instrument
- Soulshock – multi-instrument
- Troy Clark – bakgrundssång
- Karlin	– multi-instrument
- Shiro – bakgrundssång
- Yvette Williams – bakgrundssång
- Sherron Bennett – bakgrundssång
- David Daugherty – bakgrundssång
- Craig B. – gitarr

Tekniskt
- Brian Gardner – mastering
- Arnold Hennings – producent, trumprogrammering
- Michael Patterson – ljudtekniker, sounddesign
- Soulshock – arrangör, producent, chefsproducent
- Karlin	– arrangör, producent, chefsproducent
- Tommy Steele – art direction
- Roy Lott – chefsproducent
- George Mimnaugh – art direction
- Peter Biker – producent

## Topplistor
| Lista (1999)                           | Högsta listplacering |
| -------------------------------------- | -------------------- |
| USA Billboard 200                      | 114                  |
| USA Top R&B/Hip-Hop Albums (Billboard) | 19                   |

## Utgivningshistorik
| Land           | Datum            | Format              | Skivbolag |
| -------------- | ---------------- | ------------------- | --------- |
| USA            | 29 juni 1999     | CD                  | Capitol   |
| Kanada         | 29 juni 1999     | CD                  | Capitol   |
| Storbritannien | 16 augusti 1999  | CD, kassett         | Capitol   |
| Japan          | 8 oktober 1999   | CD                  | Capitol   |
| Frankrike      | 4 juni 2001      | Digital nedladdning | Capitol   |
| Tyskland       | 5 september 2002 | CD                  | Capitol   |